# Élections aux Pays-Bas

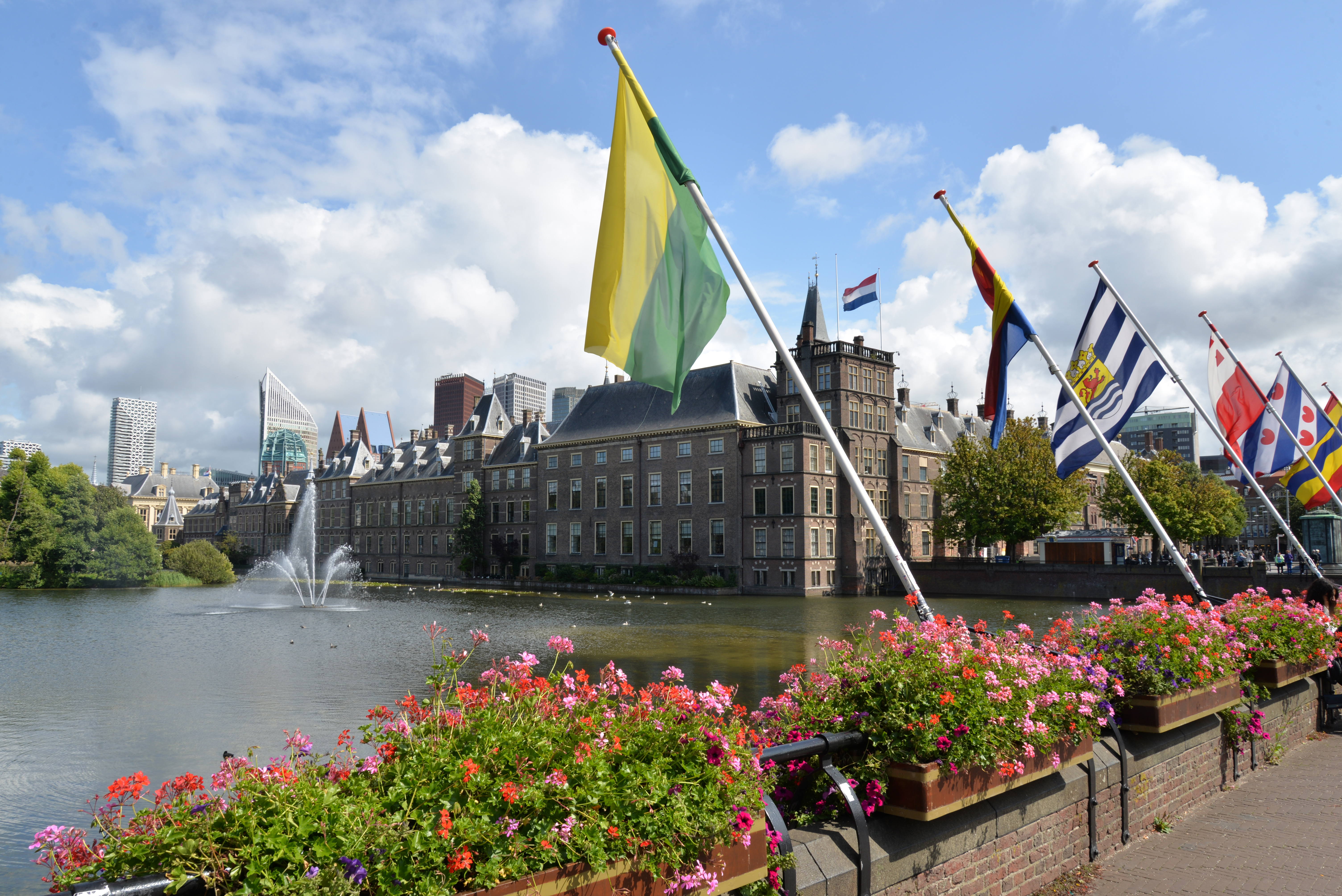
Les États généraux du royaume des Pays-Bas au Binnenhof sont choisis au scrutin proportionnel indirect (Première Chambre) et direct (Seconde Chambre).

Les Pays-Bas sont une monarchie parlementaire régie par la Loi fondamentale du Royaume, document constitutionnel adopté en 1815. Il existe quatre types majeurs d'élections aux Pays-Bas :
- les élections européennes ;
- les élections législatives ;
- les élections provinciales ;
- les élections municipales.

Les membres des États provinciaux élisent environ deux mois après leur prise de fonction les sénateurs à la Première Chambre des États généraux pour un mandat de quatre ans au scrutin proportionnel indirect.
Le recours au référendum au niveau national est historiquement rare, bien qu'il ait été utilisé à trois reprises au XXIe siècle : en 2005, posant la question de la Constitution européenne, en 2016, pour la validation de l'accord d'association entre l'Ukraine et l'Union européenne, ainsi qu'en 2018, pour la réorganisation des prérogatives des services de renseignements. Ces trois référendums se soldent par un résultat négatif.
Les élections des représentants aux districts de l'Office des eaux des Pays-Bas sont également organisées tous les quatre ans (en parallèle des élections provinciales), comme les autres scrutins, à l'exception des élections européennes, tenues tous les cinq ans. Aucun détenteur d'un mandat exécutif néerlandais n'est dans les faits élu au suffrage universel direct : les bourgmestres, commissaires du Roi et le gouvernement sont nommés par ordonnance royale, après consultation et vote des assemblées locale et nationale, tout comme les présidents d'assemblée de district de l'Office des eaux.
De 1917 à 1970, les Pays-Bas connaissent une obligation de vote.

## Élections européennes

### Modalités du scrutin

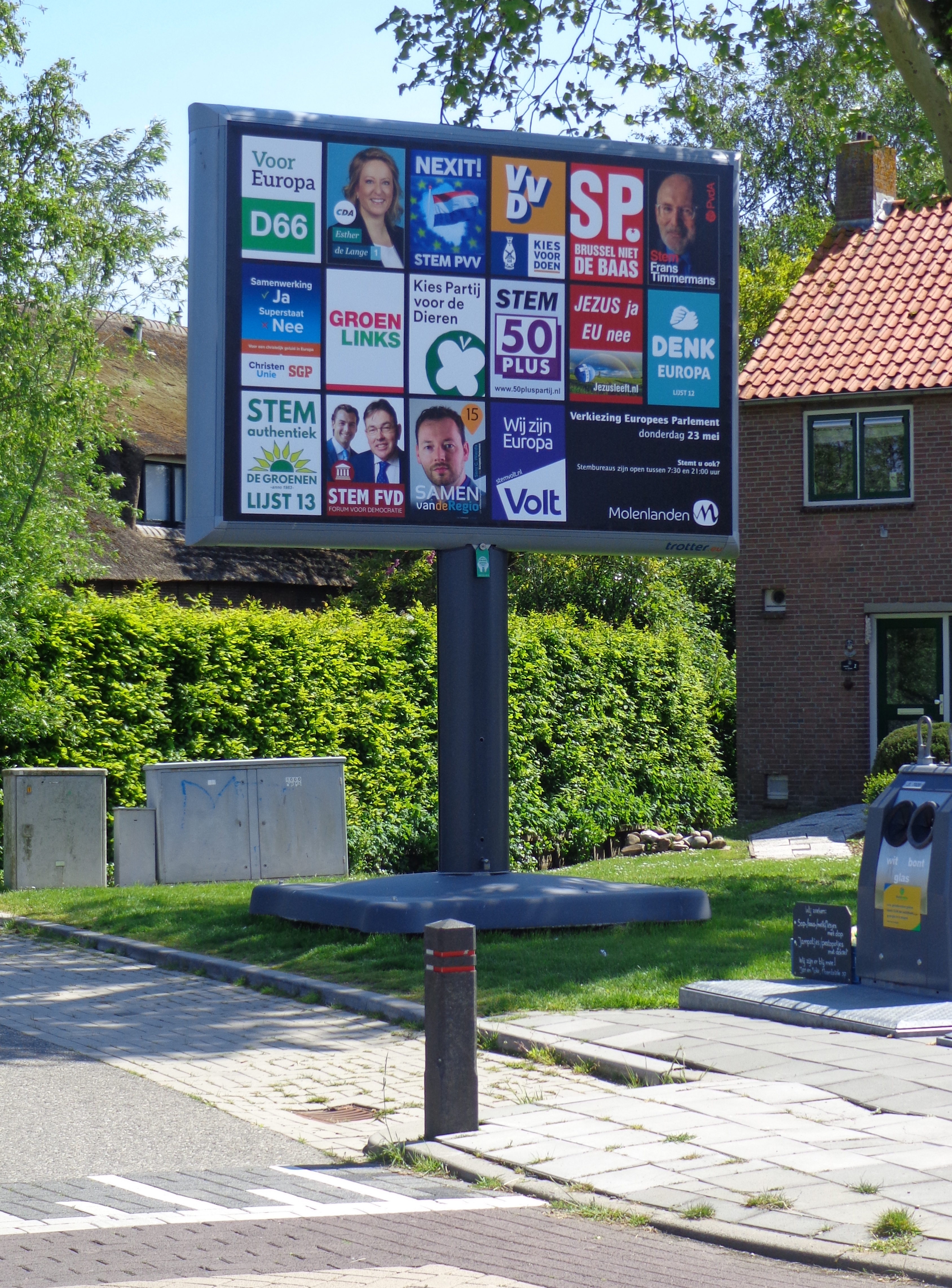
Affiches électorales pour les élections européennes de 2019.

Les élections européennes sont les élections des députés au Parlement européen. Elles sont régies par l'article 14 du traité sur l'Union européenne.
Les députés européens sont élus au suffrage universel direct pour un mandat de cinq ans. Les élections européennes ont eu lieu pour la première fois en 1979. Le nombre de sièges à pourvoir est variable ; il est fixé pour chaque législature par une décision conjointe du Parlement européen et du Conseil des ministres. Les citoyens néerlandais et les citoyens d'un autre État membre de l’Union européenne résidant aux Pays-Bas ont le droit de vote. Le mode de scrutin est proportionnel. Le territoire des Pays-Bas est une circonscription unique.

### Historique
- Élections européennes de 1979 aux Pays-Bas
- Élections européennes de 1984 aux Pays-Bas
- Élections européennes de 1989 aux Pays-Bas
- Élections européennes de 1994 aux Pays-Bas
- Élections européennes de 1999 aux Pays-Bas
- Élections européennes de 2004 aux Pays-Bas
- Élections européennes de 2009 aux Pays-Bas
- Élections européennes de 2014 aux Pays-Bas
- Élections européennes de 2019 aux Pays-Bas

## Élections législatives

### Modalités du scrutin

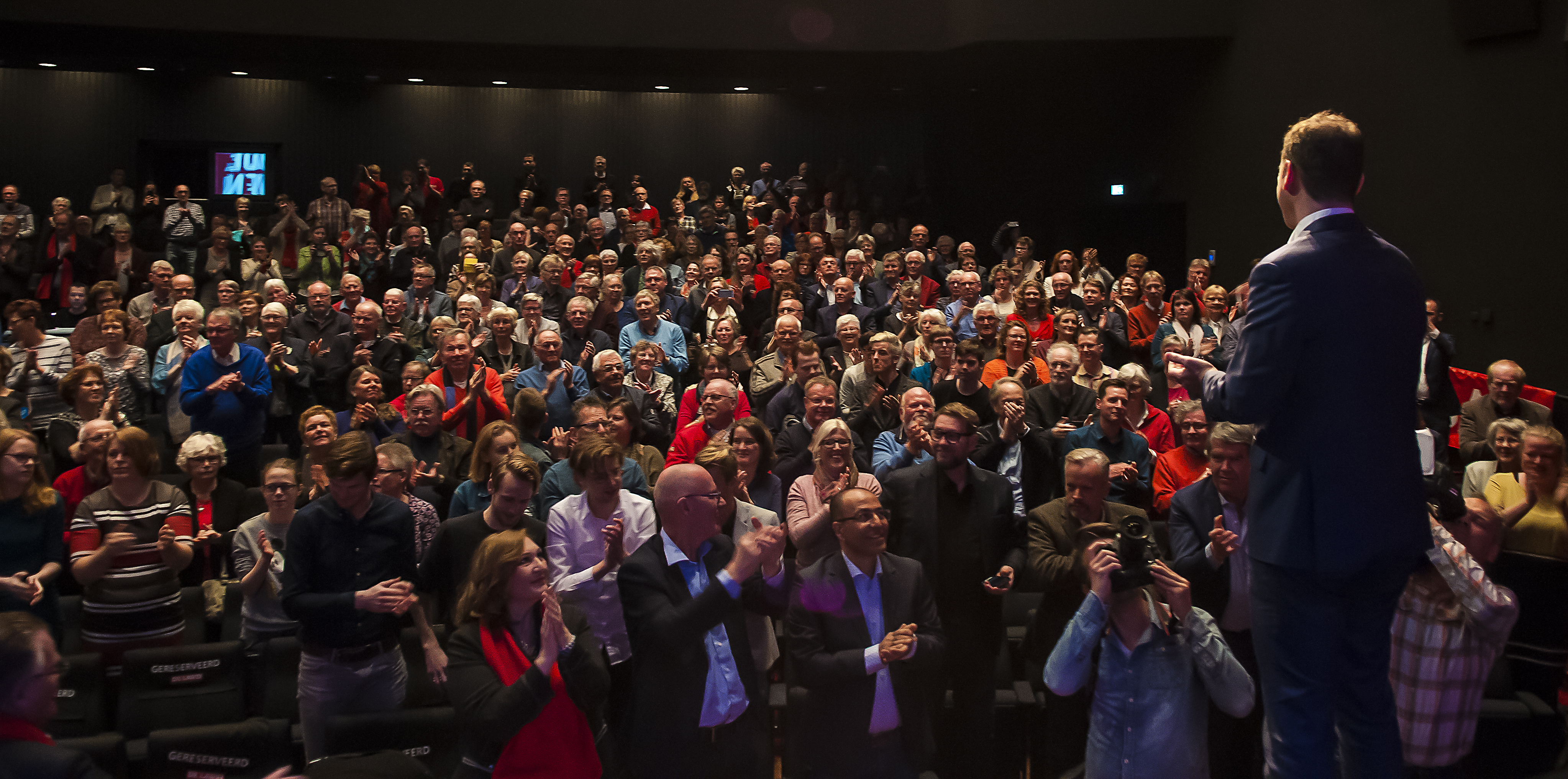
Lodewijk Asscher, chef de file du Parti travailliste, en campagne pour les élections législatives de 2017, à Drachten.

Les élections législatives sont les élections des représentants à la Seconde Chambre (en néerlandais : Tweede Kamer), qui est la chambre basse des États généraux du royaume des Pays-Bas. Elles sont régies par les articles 51 à 59 de la Loi fondamentale du Royaume des Pays-Bas.
La Seconde Chambre est composée de 150 représentants élus au suffrage universel direct pour un mandat de quatre ans. Sont électeurs et éligibles les citoyens néerlandais âgés de dix-huit ans révolus. Le mode de scrutin est proportionnel. Le territoire des Pays-Bas est une circonscription unique. Les électeurs ont la possibilité d'exprimer un vote préférentiel pour favoriser un candidat au sein d'une liste.

### Historique
- Élections législatives néerlandaises de 1888
- Élections législatives néerlandaises de 1891
- Élections législatives néerlandaises de 1894
- Élections législatives néerlandaises de 1897
- Élections législatives néerlandaises de 1901
- Élections législatives néerlandaises de 1905
- Élections législatives néerlandaises de 1909
- Élections législatives néerlandaises de 1913
- Élections législatives néerlandaises de 1917
- Élections législatives néerlandaises de 1918
- Élections législatives néerlandaises de 1922
- Élections législatives néerlandaises de 1925
- Élections législatives néerlandaises de 1929
- Élections législatives néerlandaises de 1933
- Élections législatives néerlandaises de 1937
- Élections législatives néerlandaises de 1946
- Élections législatives néerlandaises de 1948
- Élections législatives néerlandaises de 1952
- Élections législatives néerlandaises de 1956
- Élections législatives néerlandaises de 1959
- Élections législatives néerlandaises de 1963
- Élections législatives néerlandaises de 1967
- Élections législatives néerlandaises de 1971
- Élections législatives néerlandaises de 1972
- Élections législatives néerlandaises de 1977
- Élections législatives néerlandaises de 1981
- Élections législatives néerlandaises de 1982
- Élections législatives néerlandaises de 1986
- Élections législatives néerlandaises de 1989
- Élections législatives néerlandaises de 1994
- Élections législatives néerlandaises de 1998
- Élections législatives néerlandaises de 2002
- Élections législatives néerlandaises de 2003
- Élections législatives néerlandaises de 2006
- Élections législatives néerlandaises de 2010
- Élections législatives néerlandaises de 2012
- Élections législatives néerlandaises de 2017
- Élections législatives néerlandaises de 2021
- Élections législatives néerlandaises de 2023

## Élections provinciales

### Modalités du scrutin

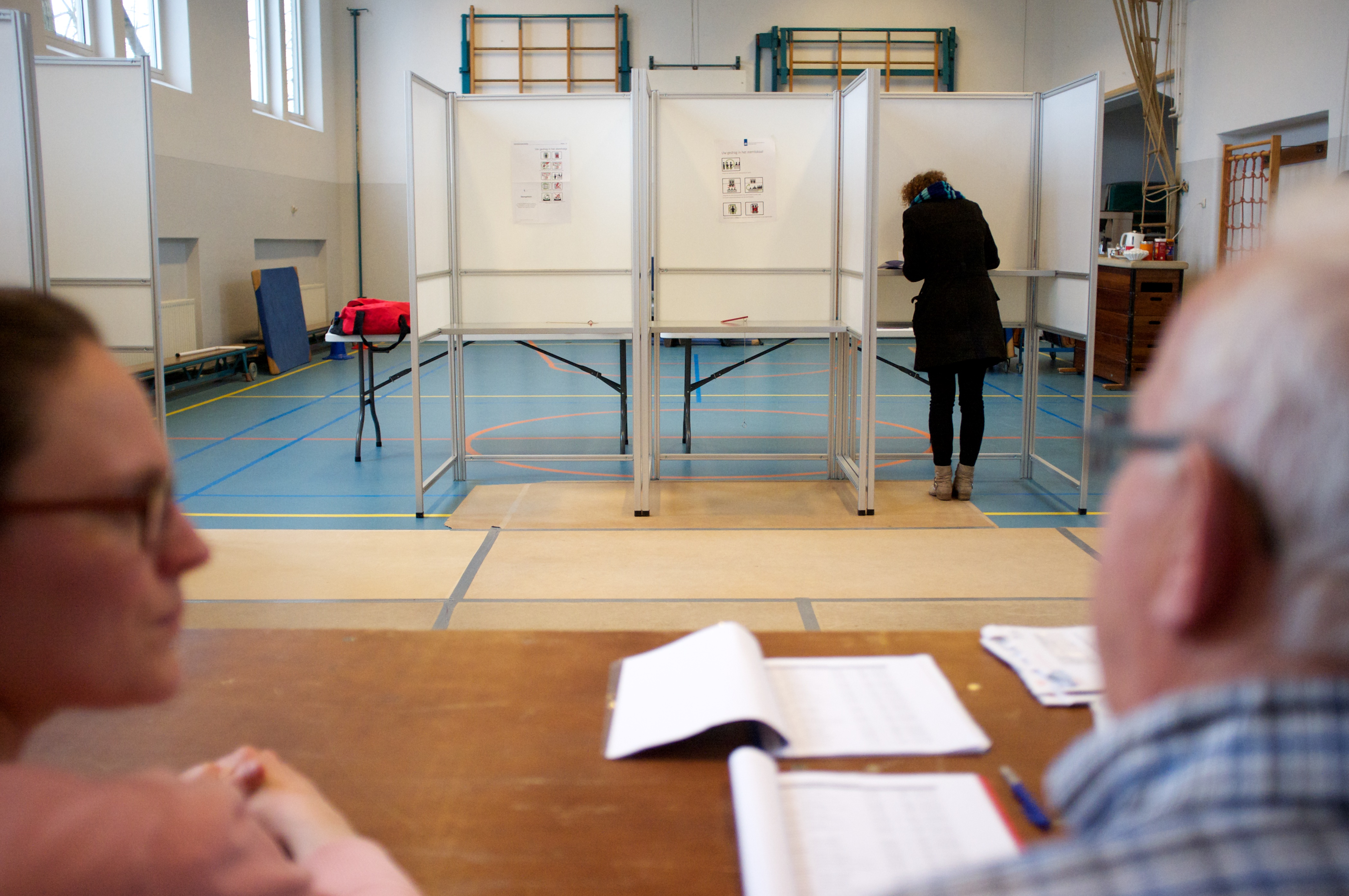
Gymnase aménagé en bureau de vote, en 2015, à Utrecht.

Les élections provinciales sont les élections des membres des États provinciaux (Provinciale Staten) qui sont les assemblées des douze provinces des Pays-Bas. Les élections provinciales sont régies par les articles 129 et 130 de la Loi fondamentale du Royaume des Pays-Bas.
Les membres des États provinciaux sont élus au suffrage universel direct pour un mandat de quatre ans. Sont électeurs et éligibles les citoyens néerlandais âgés de dix-huit ans révolus et résidant sur le territoire de la province. Chaque province élit entre 39 et 55 membres des États provinciaux.

### Historique
- Élections provinciales néerlandaises de 1946
- Élections provinciales néerlandaises de 1950
- Élections provinciales néerlandaises de 1954
- Élections provinciales néerlandaises de 1958
- Élections provinciales néerlandaises de 1962
- Élections provinciales néerlandaises de 1966
- Élections provinciales néerlandaises de 1970
- Élections provinciales néerlandaises de 1974
- Élections provinciales néerlandaises de 1978
- Élections provinciales néerlandaises de 1982
- Élections provinciales néerlandaises de 1987
- Élections provinciales néerlandaises de 1991
- Élections provinciales néerlandaises de 1995
- Élections provinciales néerlandaises de 1999
- Élections provinciales néerlandaises de 2003
- Élections provinciales néerlandaises de 2007
- Élections provinciales néerlandaises de 2011
- Élections provinciales néerlandaises de 2015
- Élections provinciales néerlandaises de 2019

## Élections municipales

### Modalités du scrutin

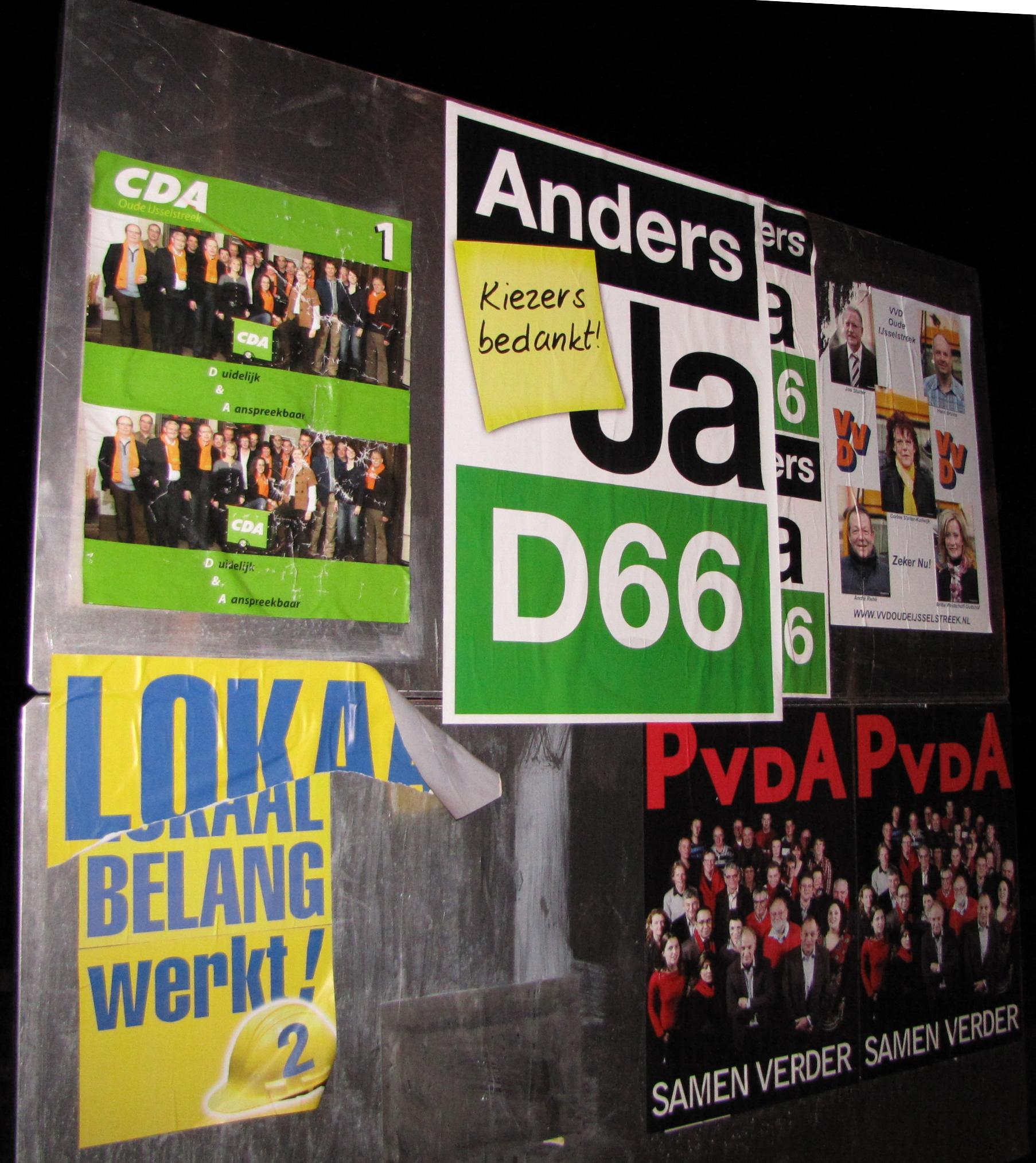
Affiches électorales (Oude IJsselstreek) pour les élections municipales de 2010.

Les élections municipales sont les élections des conseillers municipaux (gemeenteraadsleden) dans les 345 communes des Pays-Bas (au 1er janvier 2022). Elles sont régies par les articles 129 et 130 de la Loi fondamentale du Royaume et par le Code des communes (Gemeentewet).
Les conseillers municipaux sont élus au suffrage universel direct pour un mandat de quatre ans. Chaque commune élit entre 9 et 45 conseillers. Sont électeurs et éligibles les citoyens néerlandais, les ressortissants d'un autre État membre de l'Union européenne, ainsi les autres citoyens étrangers résidant depuis au moins cinq ans dans la commune, âgés de dix-huit ans révolus.

### Historique
- Élections municipales néerlandaises de 1982
- Élections municipales néerlandaises de 1986
- Élections municipales néerlandaises de 1990
- Élections municipales néerlandaises de 1994
- Élections municipales néerlandaises de 1998
- Élections municipales néerlandaises de 2002
- Élections municipales néerlandaises de 2006
- Élections municipales néerlandaises de 2010
- Élections municipales néerlandaises de 2014
- Élections municipales néerlandaises de 2018
- Élections municipales néerlandaises de 2022